# Bad Company
A Bad Company egy brit rockzenekar, mely 1973-ban alakult. A Free maradékaiból ( Kirk és Rodgers ) jött létre az együttes, mely nevét Robert Benton westernjéből kölcsönözte. Habár a Bad Company nem volt korszakalkotó csapat, de azért jócskán megpiszkálta a brit és az USA rockpiacot a 70-es években.
Burrell ( ex King Crimson ), Kirk és Ralphs ( ex Mott the Hoople ) mértéktartó, kötött ritmusszekciója tökéletes aláfestést nyújtott Rodgers kirobbanó énektehetségéhez és csúcsformájukban a legjobb koncertzenekarok közé tartoztak.

## Pályafutás
Rövid összerázódás után 1974 márciusában csaptak a lovak közé. Rodgers hazai pályáján, a Newcastle Town Hallban mutatkoztak be ( a hely továbbra is egyik kedvencük maradt ). Debütáló lemezük beplatinázódott és róla a Can't Get Enough és a Movin' On az óceán mindkét oldalán bejutott a Top 20-ba. A korong az évtized egyik legerősebb bemutatkozó hard rock albumának számít. Munkáik Peter Grant menedzseri irányítása és a Led Zeppelin Swan Song márkaneve alatt betörtek az USA-piacra és öregbítették Grant menedzseri hírnevét. Az 1975-ös Straight Shooterről a Good Lovin'Gone Bad valamint a Feel Like Making Love szerepelt a listákon. A Grant szervezte kétévenkénti világturnék ébren tartották a közönség érdeklődését. Ebben az időszakban az egyik legjobb színpadi együttesnek számítottak, így nem csoda, hogy rengeteg bootleg koncertfelvétel jelent meg tőlük. A 70-es évek második felében megjelent albumaik már meglehetősen fantáziátlanok és erőtlenek lettek, ennek ellenére továbbra is jól fogytak. Az 1979-es Desolation Angels megjelenése után suttogtak az együttes feloszlásáról, de ez csak a Rough Diamond sikere után valósult meg, amikor Kirk és Burrell is új csapatot toborzott. Rodgersnek a The Firm is rövid USA sikert hozott (Rodgers, Jimmy Page, Tony Franklin és Chris Slade). Ezután Kenny Johnsszal a The Who korábbi dobosával Law néven kiegészültek és ez lett 1991-es LP-jük címe is. A Bad Company Brian Howe (ex Ted Nugent) énekessel alakult újjá és két sikeres lemezt alkotott: Fame And Fortune-1986, Dangerous Age-1988. Kirk és Howe Geoff Whitehorn gitárossal és Paul Cullen basszusgitárossal készítették el a Holy Water lemezt, mely az USA-ban feljutott a 40-es listára. A 2002-es újbóli leállásig számos közepes, bár anyagilag sikeres lemezt jelentettek meg.

## Diszkográfia

### Stúdióalbumok
| Év   | Album                 | Pozíció | Pozíció   | Státusz    | Státusz | Státusz |
| Év   | Album                 | US 200  | UK Albums | US         | UK      | CAN     |
| ---- | --------------------- | ------- | --------- | ---------- | ------- | ------- |
| 1974 | Bad Company           | 1       | 3         | 5x platina | Arany   | —       |
| 1975 | Straight Shooter      | 3       | 3         | 3x platina | Arany   | Arany   |
| 1976 | Run with the Pack     | 5       | 4         | Platina    | Arany   | —       |
| 1977 | Burnin' Sky           | 15      | 17        | Arany      | —       | —       |
| 1979 | Desolation Angels     | 3       | 10        | 2x platina | —       | —       |
| 1982 | Rough Diamonds        | 26      | 15        | —          | —       | —       |
| 1986 | Fame and Fortune      | 106     | —         | —          | —       | —       |
| 1988 | Dangerous Age         | 58      | —         | Arany      | —       | —       |
| 1990 | Holy Water            | 35      | —         | Platina    | —       | Arany   |
| 1992 | Here Comes Trouble    | 40      | —         | Arany      | —       | Arany   |
| 1995 | Company of Strangers  | 159     | —         | —          | —       | —       |
| 1996 | Stories Told & Untold | —       | —         | —          | —       | —       |

### Koncertlemezek
| Év   | Album                                                  | Pozíció | Pozíció   |
| Év   | Album                                                  | US 200  | UK Albums |
| ---- | ------------------------------------------------------ | ------- | --------- |
| 1993 | What You Hear Is What You Get: The Best of Bad Company | —       | —         |
| 2002 | Merchants of Cool                                      | —       | —         |
| 2006 | Live in Albuquerque 1976                               | —       | —         |

### Válogatásalbum
| Év   | Album                              | Pozíció | Pozíció   | Státusz    | Státusz |
| Év   | Album                              | US 200  | UK Albums | US         | UK      |
| ---- | ---------------------------------- | ------- | --------- | ---------- | ------- |
| 1985 | 10 from 6                          | 137     | —         | 2x Platina | Arany   |
| 1999 | The Original Bad Company Anthology | 189     | —         | —          | —       |